# صابرآباد
صابرآباد ، روستایی از توابع بخش سرباز شهرستان سرباز در استان سیستان و بلوچستان ایران است.

## جمعیت
این روستا در دهستان سرباز قرار دارد و براساس سرشماری مرکز آمار ایران در سال ۱۳۸۵، جمعیت 1700 نفر (60خانوار) بوده‌است.یکی از بهترین روستاهای شهرستان سرباز از لحاظ موقعیت جغرافیایی میباشد،منظره کوه های سر به فلک کشیده رودخانه و جای بکر برای گذراندن روزهای تعطیلات نوروزی برای مسافران میباشد